# Kamień (rejon wołożyński)
Kamień (biał. Камень) – wieś (dawniej miasteczko) na Białorusi, w obwodzie mińskim, w rejonie wołożyńskim.
Miasto magnackie położone było w końcu XVIII wieku w powiecie mińskim województwa mińskiego.
Za II Rzeczypospolitej w woj. nowogródzkim, w powiecie stołpeckim. Należała do gminy Iwieniec. W 1921 roku miejscowość liczyła 844 mieszkańców.
Nocą 14/15 maja 1944 żołnierze Zgrupowania Stołpeckiego AK stoczyli w Kamieniu zacięty bój z dwiema brygadami sowieckiej partyzantki. W trakcie starcia wieś częściowo spłonęła. Zniszczeniu uległ m.in. zabytkowy drewniany kościół św. Piotra i Pawła (został odbudowany dopiero w latach 90. XX wieku).
Po wojnie wieś weszła w struktury administracyjne Związku Radzieckiego.